# Terry Miller (pallanuotista)
Terence Charles Miller, detto Terry (Londra, 2 marzo 1932 – 7 maggio 2014), è stato un pallanuotista britannico.
Ha disputato le Olimpiadi di Helsinki 1952 e di Melbourne 1956.